# Entreprise étendue
Pour les articles homonymes, voir Réseau.
Une entreprise étendue (dite aussi « en réseau », ou « matricielle », ou « virtuelle ») est un ensemble d’entreprises et d’acteurs économiques associés pour la réalisation de projets communs. Elle fonctionne essentiellement sur la base d’alliances et partenariats.

## Motivations de l’entreprise étendue
Généralement ce système vient d’une décision d’externalisation, sur un mode coopératif, par l’entreprise, d'activités qu’elle n’a pas intérêt à, ou la possibilité de, réaliser elle-même.
Il peut aussi se mettre en place dans le cadre de stratégies de développement durable, comprenant des partenariats avec des ONG, et dans lesquelles l'entreprise est à l'écoute des attentes de ses parties prenantes (stake holders en anglais).

## Composantes typiques d’une entreprise étendue
Une entreprise étendue comprend en général  :
- une entreprise pilote maître d'œuvre / tête de réseau / chef de projet ;
- qui travaille en étroite coopération, tant au niveau de la conception que de la fabrication et de la distribution, avec de nombreuses entreprises partenaires, permanentes ou occasionnelles : 
  - sous-traitants, prestataires, fournisseurs spécialisés,
  - franchisés, concessionnaires, agents, intermédiaires, distributeurs, prescripteurs,
  - consultants, experts, et autres acteurs propres au type de projet, de marché, ou d’activité.

## Motivations de cette forme d’organisation
Cette forme d’organisation se développe fortement à la suite de la mondialisation et du développement des technologies de l'information. Elle correspond bien à l’économie du savoir, qui demande la mise en commun de connaissances et compétences. Elle reflète aussi le besoin de faire fonctionner en commun des entités dont chacune est située dans le pays du monde le plus propice pour son type particulier d’activité.
Elle permet notamment:
- pour celles axées sur le marketing, le renouvellement rapide des produits et services pour s’adapter aux opportunités commerciales
- pour d’autres la conduite des grands projets.

Elle a par ailleurs l’avantage d’être une structure évolutive, encore qu’une certaine stabilité des liens soit nécessaire pour permettre une bonne collaboration.

## Cas des réseaux locaux d'entreprises
Les réseaux d'entreprises ou Systèmes Productifs Locaux - SPL, regroupent des entreprises sur un projet commun. Les SPL peuvent regrouper des entreprises situées dans un même domaine d'activité ou bien sur un même marché, l'univers de l'enfant, par exemple. Le projet commun aux PME peut concerner une simple mutualisation de leurs besoins comme des achats groupés ou bien des fonctions stratégiques comme l'acquisition de technologies nouvelles.
Ces Réseaux d'entreprises ou Systèmes Productifs Locaux se caractérisent par le type d'innovations qu'ils produisent : une innovation sous toutes ses formes, à l'écoute des marchés. Les SPL  s'efforcent de créer une dynamique entre Compétences, Innovation et Marché. Cette dynamique se traduit généralement par des investissements technologiques collectifs, la création d'activités nouvelles et d'emploi. 
Cela rejoint la notion géoéconomique plus large (débordant le simple cadre des entreprises) de pôle de compétitivité reposant sur la fédération au niveau d'une région économique des ressources humaines (bassin d'emplois), des savoirs (centres de recherche et universités) et des sources de capitaux (banques et investisseurs en capital-développement) dans un but de développement territorial.

## Autres domaines que les entreprises de marché
En dehors des entreprises proprement dites, vendant des biens et des services sur un marché, cette organisation en réseaux est pratiquée par d’autres institutions, cela de façon :
- soit très structurée (NASA),
- soit très souple (Wikipédia).

## Contraintes et limites du concept
La gestion d’une entreprise étendue se caractérise par une complexité plus grande que pour une entreprise classique. Ainsi, quel que soit son intérêt, ce concept organisationnel doit cependant obéir à des contraintes de gestion particulières. Il lui faut éviter divers écueils :
- la perte par l’entreprise pilote de ses cœurs de compétences, qui font son avantage compétitif, et parfois de la qualité des prestations, si ces éléments sont trop facilement délégués en sous-traitance, problème que l’on peut retrouver dans la délocalisation (voir risque de perte de compétence).

- un risque de contrôle insuffisant et de confusion, une mauvaise réactivité de certaines unités pouvant perturber le fonctionnement des autres. 
  - l’organisation matricielle est une solution de management pouvant être très performante et adaptative, mais aussi très  exigeante, avec des risques de blocages difficiles à anticiper.
  - l’intégration informatique des divers partenaires, avec accès de chacun aux informations techniques et de gestion, nécessaire pour qu’elles coordonnent leurs activités, demande une gestion très rigoureuse de cette information par chacun.

- sans parler des dissensions propres à toute organisation, mais peut être plus difficile à contrôler dans les groupes sans centralisation du capital, où chaque entreprise n’est unie aux autres que par des contrats de prestation et de partenariat, que dans les groupes où le capital est concentré et apporte une certaine autorité à la direction.
- Au sein même d'une entreprise donnée, le Boston Consulting Group (BCG) distingue 6 formes d'exercice du pouvoir central (corporate parenting) allant de actionnaire distant (hands-off owner), à centre financier (financial sponsor), à bâtisseur sectoriel (family builder), à guide stratégique (strategic guide), à expert fonctionnel (functional leader) et enfin à direction opérationnelle telle que nous l'entendons habituellement (hands-on manager). Cette segmentation peut être utilisée également pour caractériser les entreprises étendues sous leurs diverses formes (GIE, GME, cluster, pôles, ...).